# Lars Bender
Lars Bender (* 27. April 1989 in Rosenheim) ist ein ehemaliger deutscher Fußballspieler. Zuletzt spielte der defensive Mittelfeldspieler von 2009 bis 2021 zwölf Jahre in der Bundesliga für Bayer 04 Leverkusen, war von 2015 bis 2020 Mannschaftskapitän und absolvierte 342 Pflichtspiele für die erste Mannschaft. Er ist der eineiige Zwillingsbruder von Sven Bender, mit dem er über viele Jahre in denselben Mannschaften spielte. Während der meisten Zeit in seiner Karriere kam er im defensiven Mittelfeld zum Einsatz, spielte in den letzten Jahren seiner Karriere auch und regelmäßig als rechter Außenverteidiger. Benders Karriere war ab der zweiten Hälfte der 2010er Jahre durchgehend durch längere Verletzungspausen geprägt. So absolvierte er ab 2015 nur 9 bis 21 Bundesligaspiele pro Saison, galt unter verschiedenen Cheftrainern der Leverkusener aber stets als gesetzt und erarbeitete sich im Verein und bei dessen Anhängerschaft für seinen Einsatz ein hohes Ansehen.
Für die deutsche Nationalmannschaft spielte er von 2011 bis 2014 in 19 Partien. Er nahm an der EM 2012 teil und erreichte mit der Mannschaft das Halbfinale. Bei den Olympischen Spielen 2016 erreichte er mit der deutschen Auswahl das Fußball-Finale und gewann die Silbermedaille.
Nach dem Ende seiner Laufbahn im professionellen Fußball war er als Amateurspieler in Brannenburg aktiv. Anschließend war er für die U17 der SpVgg Unterhaching verantwortlich, nachdem er zwei Jahre lang Assistenztrainer verschiedener deutscher Junioren-Mannschaften beim Deutschen Fußball-Bund war. Seit Januar 2025 ist Bender Cheftrainer von Wacker Burghausen.

## Herkunft und Ausbildung
Lars Bender, Sohn eines Zollbeamten aus Rosenheim, ist der eineiige und ältere Zwillingsbruder von Sven Bender, der ebenfalls Fußballprofi wurde. Beide wuchsen in Brannenburg bei Rosenheim auf, absolvierten die Mittlere Reife und brachen auf Grund ihrer Sportlerkarriere eine Kaufmannslehre ab.
Die Benders zählten Piotr Nowak und Abédi Pelé, die beide beim TSV 1860 München spielten, zu ihren Idolen. Sie sind das 14. Brüderpaar, das in deutschen Fußballnationalmannschaften spielte (einschließlich der DDR-Auswahl).

## Vereinskarriere
Lars Bender spielte von 1993 bis 1999 in der Jugend des TSV Brannenburg, von 1999 bis 2002 gehörte er dem Nachwuchs der SpVgg Unterhaching an. Im Sommer 2002 wechselte er an die Grünwalder Straße in München. Beim TSV 1860 spielte er ab der U14 in den Nachwuchsmannschaften. 2006 wurde Bender mit der U17 des TSV 1860 deutscher B-Jugend-Meister.
Obwohl er zur Saison 2006/07 eigentlich in die Altersgruppe U19 wechselte, gehörte er dem Kader der zweiten und dem der ersten Mannschaft an. Im August 2006 spielte er erstmals für die zweite Mannschaft in der Regionalliga Süd, im Oktober saß er als Ersatzspieler bei den Profis auf der Bank und gab am 27. November mit 17 Jahren beim Heimspiel gegen die TuS Koblenz in der 2. Bundesliga sein Profidebüt. Auf 13 Einsätze brachte er es in seinem ersten Profijahr, neun davon in der Startaufstellung. Im zweiten Jahr war er Stammspieler im defensiven Mittelfeld. Am ersten Spieltag der neuen Saison erzielte er sein erstes Profitor. Die Saison 2008/09 begann er wieder als Stammspieler. Im Zweitligaspiel beim FSV Frankfurt am 3. Oktober 2008 übernahm Bender in der 70. Spielminute die Kapitänsbinde und war damit mit 19 Jahren der jüngste Spielführer in der Geschichte des TSV 1860. Danach sorgte aber eine Reihe von Verletzungen dafür, dass er die Saison mit nur 15 Einsätzen abschloss.

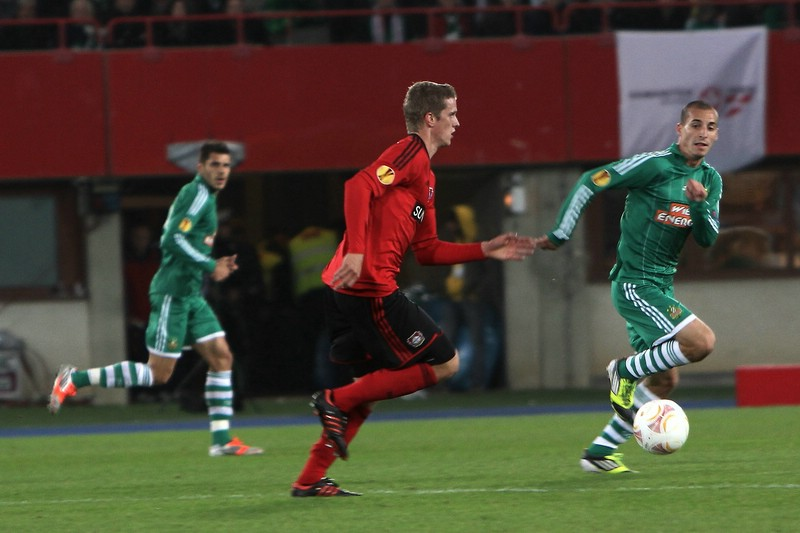
Lars Bender in einem Spiel gegen Rapid Wien 2012

Im April 2009 hatte Bender bekannt gegeben, dass er zur Spielzeit 2010/11 zu Bayer 04 Leverkusen wechsele. Nachdem er am Beginn der Spielzeit 2009/10 noch zwei Ligaspiele für 1860 bestritten hatte, wurde der Wechsel jedoch bereits Mitte August 2009 vollzogen. Ausschlaggebend für den vorgezogenen Wechsel war auch, dass er bei seinem Engagement in Leverkusen wieder in der Nähe seines Bruders Sven wohnen konnte, der vor der Saison zu Borussia Dortmund gewechselt war. In München hatten die beiden Zwillingsbrüder in einer WG gelebt. Lars Bender bestritt für 1860 58 Spiele in der 2. Bundesliga, in denen er vier Tore erzielte.
In Leverkusen wurde er am 6. Spieltag erstmals bei einem Erstligaspiel eingewechselt und kam auch in den meisten seiner 20 Saisonspiele als Einwechselspieler zum Einsatz. In der Saison darauf blieb seine Position im defensiven Mittelfeld umkämpft und er war oft zweite Wahl, trotzdem kam er auf 27 Einsätze und drei Tore und wurde mit Leverkusen Vizemeister. Außerdem spielte er in allen Spielen der Europa League, bei der das Achtelfinale erreicht wurde. In der Saison 2011/12 setzte er sich endgültig durch; sowohl in der Liga als auch in der Champions League war er Stammspieler und spielte die meisten Partien über die volle Spielzeit, unterbrochen lediglich von einer Zwangspause nach einem Muskelbündelriss im Frühjahr 2012. Allerdings verpasste er mit dem Verein die erneute Champions-League-Qualifikation.
Zur Saison 2015/16 ernannte Trainer Roger Schmidt ihn zum neuen Mannschaftskapitän als Nachfolger von Simon Rolfes, der seine Karriere nach Ende der Vorsaison beendet hatte. Er stellte sein Amt im September 2020 aus gesundheitlichen Gründen sowie aufgrund der daraus resultierenden seltenen Einsatzzeiten zur Verfügung. Cheftrainer Peter Bosz übergab Benders Funktion an den Chilenen Charles Aránguiz, der seit 2015 zum Verein gehört.
Sein letzter Vertrag in Leverkusen lief bis Mitte 2021. Er erklärte im Dezember 2020, diesen nicht verlängern zu wollen und gemeinsam mit seinem Bruder Sven, dessen Vertrag zum selben Zeitpunkt endete, seine sportliche Karriere mit 32 Jahren zu beenden. Am Tag des letzten Bundesligaheimspiels für Bender am 15. Mai 2021 teilte Bayer 04 mit, dass der langjährige Kapitän zum Ehrenspielführer des Vereins erklärt werden solle. Die Auszeichnung werde ihm dann verliehen, wenn in der BayArena wieder Zuschauer zugelassen seien, die aufgrund der Maßnahmen zur Eindämmung der COVID-19-Pandemie in Deutschland nicht im Stadion anwesend sein dürften. Dies wurde im September 2022 vor einem Heimspiel gegen Werder Bremen nachgeholt, den Verein, gegen den Bender 13 Jahre zuvor sein erstes Bundesligaspiel absolviert hatte. Bender hatte bereits Mitte Mai 2021 erklärt, „definitiv nicht mehr“ Profifußball spielen zu können, nachdem er sich im Januar am Knie verletzt hatte. Er wurde trotz seiner Aussage für das letzte Ligaspiel von Interimscheftrainer Hannes Wolf als Ersatzspieler in den Kader für die Partie gegen Borussia Dortmund am 22. Mai im Signal Iduna Park aufgenommen. Dort absolvierte er sein letztes Spiel als Profifußballspieler mit einer Einwechslung am Spielende für seinen Bruder Sven und erzielte per Elfmeter den Endstand bei der 1:3-Niederlage seiner Mannschaft. Im Oberhaus war Lars Bender in insgesamt 256 Spielen für die Bayer-Elf am Ball.
Nach Beendigung seiner Karriere als Profispieler kehrte er gemeinsam mit seinem Bruder Sven zur Saison 2021/22 zum TSV Brannenburg in die neuntklassige Kreisklasse 1 zurück. In seiner ersten Spielzeit absolvierte er 15 Partien, in denen er 3 Tore erzielte. Sein Verein beendete die Saison mit 40 Punkten auf dem 6. Tabellenplatz. In seinem zweiten Jahr im Amateurfußball erspielten sich die Brannenburger den ersten Tabellenplatz und den Aufstieg in die achtklassige Kreisliga. Bender kam in 21 von 22 möglichen Spielen zum Einsatz und beteiligte sich an 29 Toren seiner Mannschaft (davon 22 Vorlagen).

## Nationalmannschaftskarriere

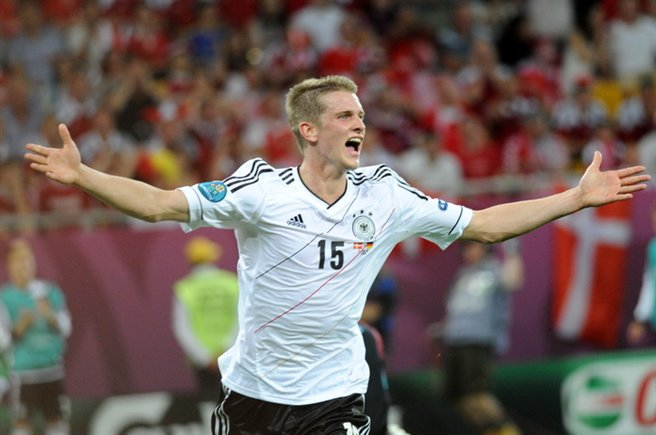
Bender nach seinem Tor gegen Dänemark bei der EM 2012

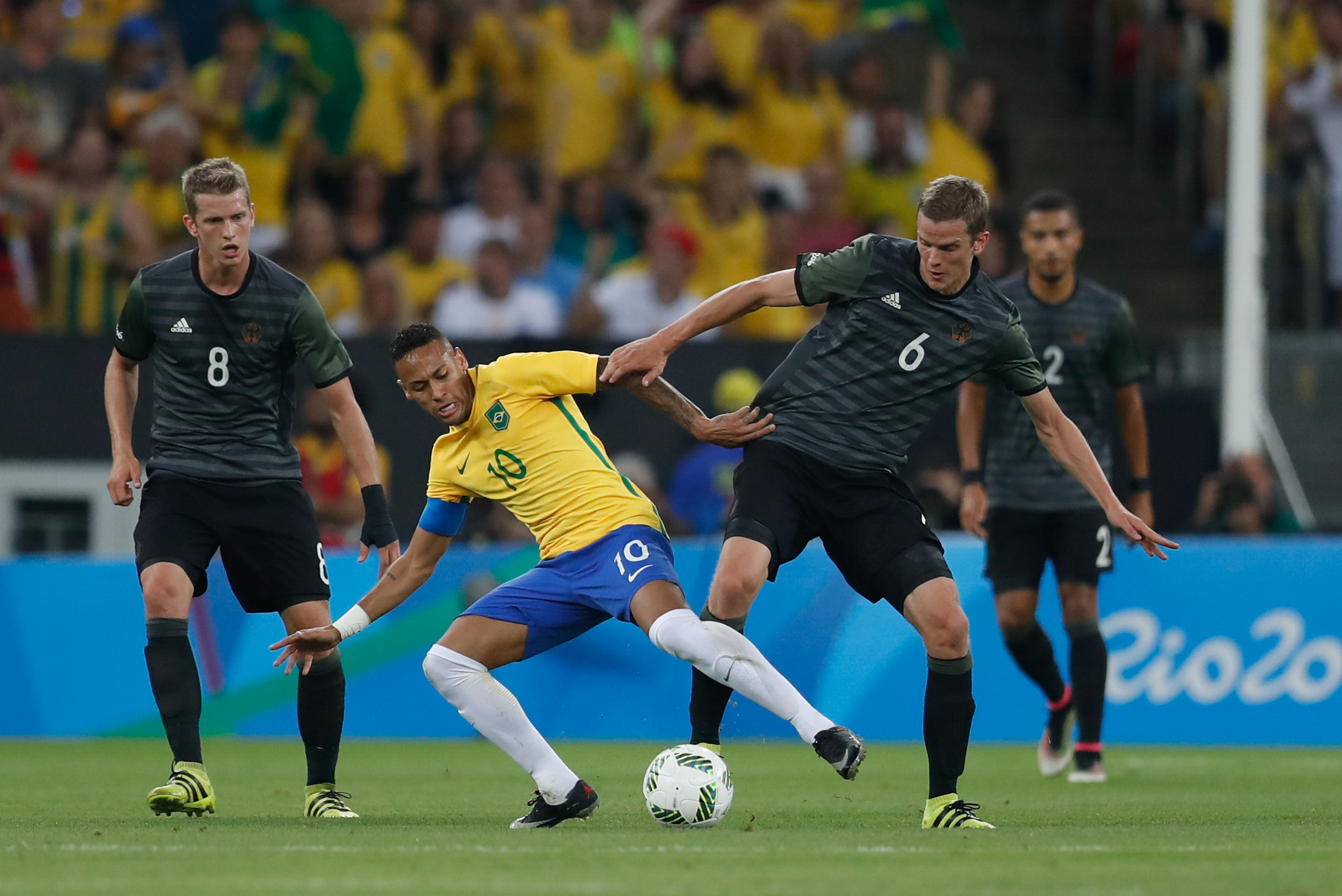
Lars Bender (links) und sein Bruder Sven gegen Neymar während des Finales des olympischen Fußballturniers 2016

Bender nahm mit der deutschen U17-Nationalmannschaft an der EM 2006 in Luxemburg teil, bei der man den vierten Platz erreichte. 2008 stand er im deutschen Kader der U19-EM in Tschechien, bei der die Mannschaft Europameister wurde. Er wurde in vier Partien eingesetzt und erzielte zwei Tore, darunter den 1:0-Führungstreffer im Finale gegen Italien. Am Ende des Turniers wurden mit Lars und Sven Bender zwei Goldene Spieler des Turniers ausgezeichnet, was bis heute einzigartig ist. Im Jahr darauf nahm er an der U20-Weltmeisterschaft teil und spielte alle fünf Partien bis zum Ausscheiden im Viertelfinale.
Am 4. September 2011 wurde Bender für das A-Länderspiel gegen Polen zwei Tage später nachnominiert. Er wurde beim Spiel in Danzig nach 77 Minuten für seinen Vereinskollegen Simon Rolfes eingewechselt. Danach kam er auch noch zu weiteren Kurzeinsätzen im Nationaltrikot.
Lars Bender und sein Bruder Sven wurden im Mai 2012 von Bundestrainer Joachim Löw zunächst beide zur Vorbereitung für die EM in Polen und der Ukraine eingeladen. Da ihre Stammposition im defensiven Mittelfeld gut besetzt war, wurde allgemein nicht mit einer Aufnahme der Bender-Brüder in den EM-Kader gerechnet. Da Lars Bender im Verein vielseitiger eingesetzt wurde, nahm ihn Löw trotzdem mit zum Turnier. Bereits in den ersten beiden Gruppenspielen kam er zum Einsatz, als er bei knappen Führungen des deutschen Teams in den Schlussminuten eingewechselt wurde. Nachdem Jérôme Boateng für das dritte Spiel gesperrt war, übernahm er dessen Platz als rechter Verteidiger in der Startaufstellung. In der 80. Spielminute vollendete er einen Konter der deutschen Mannschaft mit seinem ersten Länderspieltor zum 2:1-Siegtreffer gegen Dänemark. Am 29. Mai 2013 beim Freundschaftsspiel gegen Ecuador wurde Bender von Beginn an eingesetzt und erzielte als defensiver Mittelfeldspieler zwei Tore.
Am 8. Mai 2014 wurde er von Löw in den vorläufigen Kader für die WM in Brasilien berufen. Während einer Trainingseinheit der vorläufigen DFB-Auswahl im Trainingslager in St. Martin zog er sich eine Muskel-Sehnen-Verletzung im oberen rechten Oberschenkel zu, woraufhin eine Teilnahme am Turnier ausgeschlossen werden musste. Im Spätherbst 2014 lief er zum letzten Mal für die A-Nationalelf auf.
Am 15. Juli 2016 wurde er in den Kader des DFB für die Olympischen Sommerspiele in Rio de Janeiro berufen. Er gehörte gemeinsam mit seinem Bruder Sven sowie Nils Petersen zu jenen drei erlaubten Spielern im Kader, die vor dem Jahr 1993 geboren wurden. Bender wurde in allen sechs Spielen von Beginn an aufgeboten und konnte sich mit einer Vorlage an den 22 Turniertreffern der deutschen Mannschaft beteiligen.

## Karriere im Trainerbereich
Im Juni 2022 ernannte der Deutsche Fußball-Bund Lars Bender zum neuen Assistenztrainer der deutschen U15-Nationalmannschaft. 2023 rückte Bender gemeinsam mit Marc-Patrick Meister auf und trainierte die U16, ab 2024 die U17-Nationalmannschaft.
Nach zwei Jahren Trainertätigkeit beim DFB wurde im Mai 2024 bekannt, dass Bender ab der Saison 2024/25 die U17-Mannschaft der SpVgg Unterhaching trainiert. Mit dieser verpasste er zur Winterpause als Vorletzter der Gruppe F den Einzug in die Liga A der Hauptrunde. Anschließend trat Bender seine erste Cheftrainerstelle im Herrenbereich an, als er beim Regionalligisten Wacker Burghausen auf den Interimstrainer Michael Kostner folgte.

## Erfolge und Auszeichnungen

### Vereinsmannschaften
TSV 1860 München
- Deutscher B-Juniorenmeister 2006

Bayer 04 Leverkusen
- Deutscher Vizemeister 2011
- DFB-Pokal-Finalist 2020

### Nationalmannschaft
- U19-Europameister: 2008
- Olympische Sommerspiele 2016: Silbermedaille im Fußballturnier

### Auszeichnungen
- Preisträger der Fritz-Walter-Medaille in Gold 2006 (U17)
- U19-EM Golden Player Award 2008 (gemeinsam mit seinem Bruder Sven)

## Soziales Engagement
Seit Februar 2019 ist Bender Botschafter des Kinderhospizes Burgholz in Wuppertal.